# NGC 715
NGC 715 ist eine Spiralgalaxie mit ausgedehnten Sternentstehungsgebieten vom Hubble-Typ Sb im Sternbild Walfisch südlich der Ekliptik. Sie ist schätzungsweise 250 Millionen Lichtjahre von der Milchstraße entfernt und hat einen Durchmesser von etwa 60.000 Lichtjahren. 
Im selben Himmelsareal befindet sich u. a. die Galaxie NGC 720 und IC 169.
Das Objekt wurde am 12. Dezember 1885 von dem US-amerikanischen Astronomen Ormond Stone entdeckt.